# Плешина
Плешина (алб. Pleshinë) је насељено место у општини Урошевац, на Косову и Метохији. Према попису становништва из 2011. у насељу је живело 4.506 становника.

## Положај
Налази се југозападно од Урошевца.

## Становништво
Према попису из 2011. године, Плешина има следећи етнички састав становништва:
| Националност            | 2011.          |
| Албанци                 | 3.389 (75,21%) |
| Ашкалије                | 1.090 (0,49%)  |
| Роми                    | 4 (0,09%)      |
| Срби                    | 4 (0,09%)      |
| Бошњаци                 | 1 (0,02%)      |
| неизјашњени и непознато | 18 (0,40%)     |
| Укупно                  | 4.506          |

| Демографија | Демографија | Демографија |
| Година      | Становника  | Становника  |
| ----------- | ----------- | ----------- |
| 1948.       | 1.025       |             |
| 1953.       | 1.184       |             |
| 1961.       | 1.416       |             |
| 1971.       | 2.035       |             |
| 1981.       | 2.877       |             |
| 1991.       | 3.624       |             |
| 2011.       | 4.506       |             |

Иако попис говори другачије, у селу је 2011. године од припадника Срба живела само једна преостала Српкиња, Смиљка Бајчетић. За њу је 2010. одиграна представа Народног позоришта из Приштине.